# Mchoszczur
Mchoszczur (Mirzamys) – rodzaj ssaków z podrodziny myszy (Murinae) w obrębie rodziny myszowatych (Muridae).

## Rozmieszczenie geograficzne
Rodzaj obejmuje gatunki występujące endemicznie na Nowej Gwinei.

## Morfologia
Długość ciała (bez ogona) 95–120 mm, długość ogona 89–124 mm, długość ucha 11–16 mm, długość tylnej stopy 22–25 mm; masa ciała 25,6–30 g.

## Systematyka
Rodzaj zdefiniowało w 2009 roku małżeństwo amerykańskich teriologów, Kristofer i Lauren Helgenowie, w rozdziale zatytułowanym Bioróżnorodność i biogeografia mchoszczurów Nowej Gwinei: rewizja taksonomiczna Pseudohydromys (Muridae: Murinae) który ukazała się w zbiorczym artykule o tytule Systematyka teriologiczna: wkład honorujący Guya G. Mussera pod redakcją Roberta Vossa i Michaela Carletona, opublikowanym w czasopiśmie „Bulletin of the American Museum of Natural History”. Gatunkiem typowym jest (oryginalne oznaczenie) mchoszczur zachodni (M. louiseae). 

### Etymologia
Mirzamys: Abid Beg Mirza, pakistański teriolog, kolekcjoner; gr. μυς mus, μυος muos ‘mysz’.

### Podział systematyczny
Do rodzaju należą następujące gatunki:
| Grafika | Gatunek           | Autor i rok opisu               | Nazwa zwyczajowa    | Podgatunki         | Rozmieszczenie geograficzne | Podstawowe wymiary                            | Status IUCN |
| ------- | ----------------- | ------------------------------- | ------------------- | ------------------ | --- | --------------------------------------------- | ----------- |
|         | Mirzamys louiseae | K.M. Helgen & L.E. Helgen, 2009 | mchoszczur zachodni | gatunek monotypowy | Indonezja i Papua-Nowa Gwinea: Nowa Gwinea (Star Mountains oraz pasma górskie Hindenburg, Victor Emanuel i Blucher; zapisy z Gór Śnieżnych); zakres wysokości: 1900–3200 m n.p.m. | DC: 9,5–12 cm DO: 10–12,4 cm MC: około 25,6 g | LC          |
|         | Mirzamys norahae  | K.M. Helgen & L.E. Helgen, 2009 | mchoszczur wschodni | gatunek monotypowy | endemit Papui-Nowej Gwinei (środkowa Nowa Gwinea (wzgórza Kaijende, prowincja Enga)); zakres wysokości: powyżej 2900 m n.p.m.                                                     | DC: 10,5–11,5 cm DO: 8,9–10 cm MC: około 30 g | DD          |

Kategorie IUCN:  LC  – gatunek najmniejszej troski,  DD  – gatunki o nieokreślonym stopniu zagrożenia.